# Dmytro Zinczuk
Dmytro Zinczuk (ur. 29 kwietnia 1978 w Kijowie) – ukraiński piłkarz ręczny i trener, od 2020 roku prowadzi drużynę SPR PABiKS IMPACT Pabianice. 
W latach 1999–2004 był zawodnikiem CSKA Kijów, następnie występował w Portowyku Jużne (2004–2005) oraz rumuńskim Minaur Baia Mare, w którego barwach rzucił w sezonie 2005/2006 siedem bramek w Pucharze EHF (wszystkie w dwumeczu 3. rundy przeciwko francuskiemu US Créteil Handball).
W latach 2006–2009 był zawodnikiem Piotrkowianina Piotrków Trybunalski. W sezonie 2006/2007, w którym rozegrał 28 meczów i zdobył 180 goli, zajął 2. miejsce w klasyfikacji najlepszych strzelców Ekstraklasy. W sezonie 2007/2008, w którym wystąpił w 29 spotkaniach i rzucił 145 bramek, zajął 6. miejsce w klasyfikacji najlepszych strzelców ligi. W sezonie 2008/2009 rozegrał w Ekstraklasie 28 meczów i zdobył 109 goli.
W latach 2009–2013 grał w Azotach-Puławy. W sezonach 2010/2011 (139 goli) i 2011/2012 (123 gole) był czołowym strzelcem swojego zespołu i Superligi. Będąc zawodnikiem Azotów, przez trzy sezony występował też w rozgrywkach Challenge Cup, w których rzucił 39 bramek. W latach 2014–2017 ponownie występował w Piotrkowianinie Piotrków Trybunalski, w którego barwach zakończył karierę zawodniczą. W swoim ostatnim spotkaniu, rozegranym 19 maja 2017 z Meblami Wójcik Elbląg (33:23), zdobył cztery gole. Łącznie w ciągu 11 sezonów rozegrał w Superlidze i I lidze 260 meczów i rzucił 1153 bramek.
We wrześniu 2016 został trenerem Piotrkowianina Piotrków Trybunalski. Od stycznia do połowy marca 2017 prowadził go wspólnie ze Zbigniewem Markuszewskim. W sezonie 2016/2017 zajął z piotrkowskim zespołem 13. miejsce w Superlidze, w sezonie 2017/2018 doprowadził go do 11. pozycji, natomiast w sezonie 2018/2019 awansował do 1/4 finału play-off. W lipcu 2019 został trenerem MMTS-u Kwidzyn, z którym podpisał trzyletni kontrakt. Po sezonie jednak został zwolniony i objął drugoligową drużynę SPR PABiKS IMPACT Pabianice.

## Osiągnięcia
Indywidualne
- 2. miejsce w klasyfikacji najlepszych strzelców Ekstraklasy: 2006/2007 (180 bramek; Piotrkowianin Piotrków Trybunalski)[4]
- 6. miejsce w klasyfikacji najlepszych strzelców Ekstraklasy: 2007/2008 (145 bramek; Piotrkowianin Piotrków Trybunalski)[5]